# Wilhelm II Orański
Wilhelm II Orański (ur. 27 maja 1626 w Hadze, zm. 6 listopada 1650 tamże) – książę Oranii-Nassau, stadhouder Republiki Zjednoczonych Prowincji od 14 marca 1647 do śmierci.

## Dziedzictwo
Wilhelm II był najstarszym dzieckiem stadhoudera Fryderyka Henryka Orańskiego i Amalii Solms-Braunfels. Pierwszym stadhouderem był Wilhelm I Milczek, którego następcą został jego starszy syn – Maurycy Orański, zaś po bezpotomnej śmierci Maurycego tytuł ten przypadł jego młodszemu bratu – właśnie Fryderykowi Henrykowi.
Wilhelm II miał liczne rodzeństwo:
- Louise Henriette Oranje-Nassau (1627-1667),
- Henriettę Amalię Oranje-Nassau (1628),
- Elisabeth Oranje-Nassau (1630),
- Isabellę Charlottę Oranje-Nassau (1632-1642),
- Albertinę Agnes Oranje-Nassau (1634-1696),
- Henriettę Catharinę Oranje-Nassau (1637-1708),
- Hendrika Lodewijka Oranje-Nassau (1639),
- Marię Oranje-Nassau (1642-1688).

## Małżeństwo

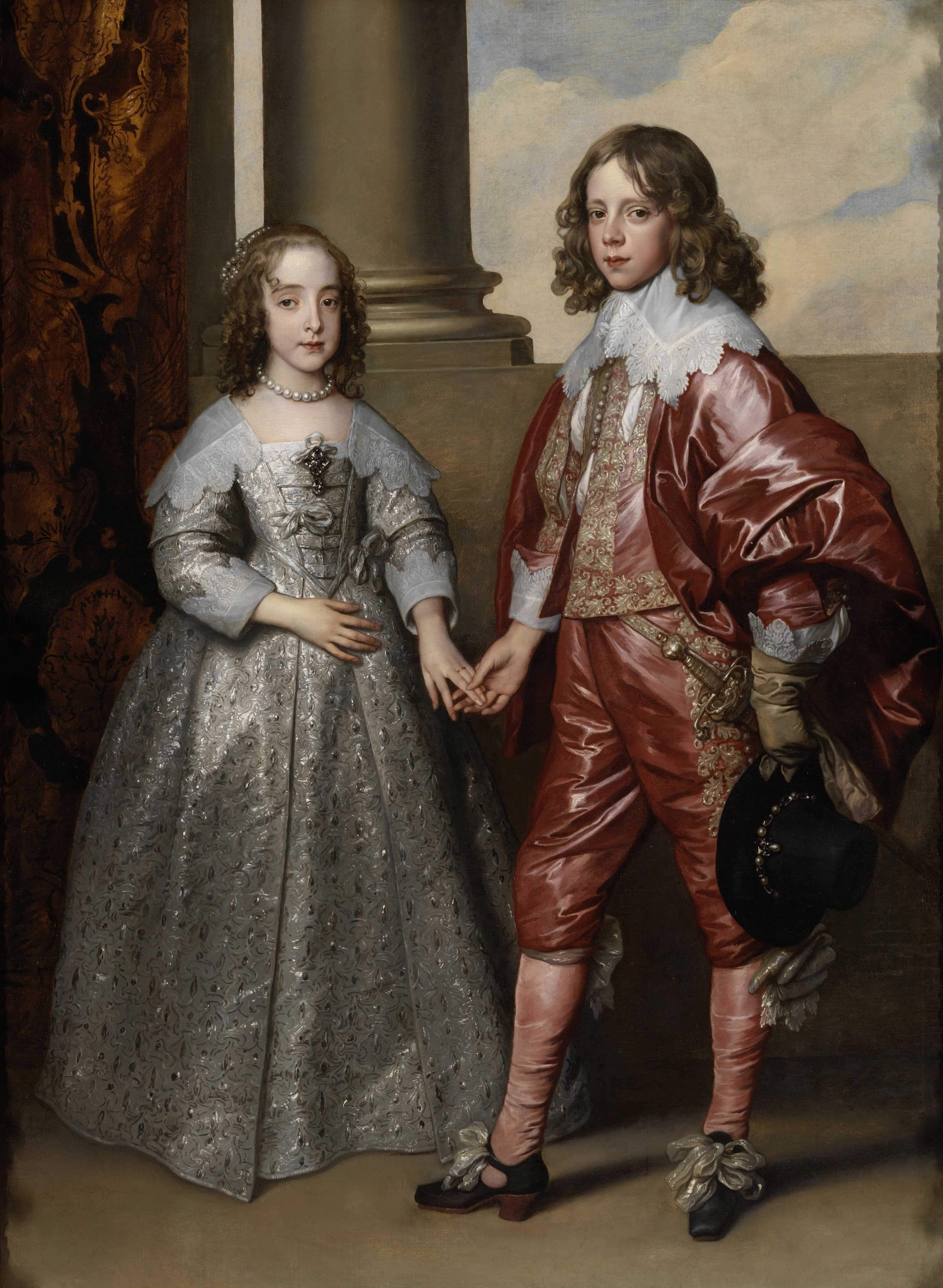
Portret Wilhelma II i Marii Henrietty Stuart namalowany z okazji ich zaręczyn przez Antoona van Dycka

2 maja 1641 r. Wilhelm poślubił Marię Henriettę Stuart, Princess Royal, najstarszą córkę Karola I Stuarta, króla Anglii, i jego żony – królowej Henrietty Marii Burbon. Ceremonia odbyła się królewskiej kaplicy, w Whitehall Palace, w Londynie.

## Krótkie rządy
W 1648 r. Wilhelm odmówił podpisania holendersko-hiszpańskiego traktatu w Münster, który wywalczył jego ojciec Fryderyk Henryk (mimo że traktat ten zapewniał niepodległość Niderlandów). Rozpoczął w sekrecie negocjacje z niedoszłym nieprzyjacielem – Francją, a dodatkowo razem z Francją walczył o przywrócenie swojego szwagra – Karola II, na tron Anglii.
W 1650 r. Wilhelm został uwikłany w spór z holenderskimi prowincjami oraz z członkami potężnych kupieckich rodów patrycjuszowskich z Amsterdamu – braćmi Andriesem i Cornelisem Bickerami oraz z wielkim regentem i burmistrzem Amsterdamu Cornelisem de Graeff. Przyczyną konfliktu była redukcja ilości wojsk, do której miało dojść na podstawie postanowień traktatu z Münster. Wilhelm był wrogiem traktatu, a więc i redukcji, ponieważ zmniejszenie armii zmniejszyłoby jego potęgę militarną. Spór skończył się ostatecznie na tym, że wielu członków zgromadzenia narodowego znalazło się w więzieniu, w zamku Loevestein. Na dodatek, Wilhelm wysłał jeszcze swojego kuzyna – Wilhelma Fryderyka Nassau-Dietz z armią liczącą 10 tysięcy ludzi, aby podbił Amsterdam – kampania ta nie powiodła się z powodu niekorzystnej pogody.
Sprawował rządy tylko 3 lata, a po tym czasie zmarł na ospę, w 1650 r. Jego syn – Wilhelm III urodził się jako pogrobowiec – tydzień po jego śmierci. Wilhelm III w 1672 został stadhouderem, a w 1689 r. – królem Anglii.